# Algorithme de Todd-Coxeter
En théorie des groupes, une branche des mathématiques, l'algorithme de Todd-Coxeter, découvert en 1936 par J. A. Todd et H. S. M. Coxeter, permet, à partir d'une présentation d'un groupe G, d'énumérer les classes à gauches de G suivant un sous-groupe H et de décrire la représentation de G sur l'ensemble G/H de ces classes.